# 戴西角
戴西角（英語：Daisy Point）是南極洲的海岬，位於南喬治亞群島，處於威爾遜角以西1公里的島嶼灣東部，在1954年由英國南極名稱諮詢委員會命名，由英國海外領土管轄。